# Tim Stegemann (Leichtathlet)
Tim Stegemann (* 4. August 1992 in Berlin) ist ein deutscher Leichtathlet, der sich auf den Hindernislauf spezialisiert hat.

## Berufsweg
Stegemann schloss eine Ausbildung zum Außenhandelskaufmann ab.

## Sportliche Laufbahn
Als Schüler startete Stegemann im Blockwettkampf, wobei seine Hürdentechnik verbesserungswürdig war, aber durch intensives Training wandelte sich diese Schwäche später zur Stärke.
2008 wurde er Deutscher U18-Meister im 2000-Meter-Hindernislauf. Im folgenden Jahr holte er sich den Titel des Deutschen U18-Vizemeisters und nahm in dieser Disziplin an den U18-Weltmeisterschaften teil, wo er im Vorlauf ausschied.
2011 belegte Stegemann im 3000-Meter-Hindernislauf jeweils den 5. Platz bei den Deutschen U23-Meisterschaften und in einer Zeit von unter neun Minuten bei den U20-Europameisterschaften in Rieti.
2012 erreichte er jeweils den 3. Platz bei den Deutschen U23-Meisterschaften als auch mit Saisonbestleistung bei den Deutschen Meisterschaften.
2013 kam Stegemann über 3000 Meter Hindernis bei den Deutschen Meisterschaften auf den siebten und 2014 auf den 10. Platz.
Bis 2015 stellten sich, auch durch Krankheiten bedingt, keine zeitlichen Verbesserungen ein, und erst 2016 gelang ein weiterer Sprung auf 8:39,97 min.
2017 verbesserte er sich auf 8:31,95 min, und wenig später wurde Stegemann Deutscher Meister im 3000-Meter-Hindernislauf, hauchdünn vor Martin Grau.

## Vereinszugehörigkeiten
Tim Stegemann startet für das Erfurter LAC, zuvor war er bis 2013 beim VfV Spandau.

## Trivia
Stegemanns Zwillingsschwester betätigte sich ebenfalls in der Leichtathletik mit ihm im selben Verein.

## Persönliche Bestzeiten
Halle
- 1500 m: 3:53,94 min, Erfurt, 5. Februar 2014
- 3000 m: 8:17,79 min, Erfurt, 18. Januar 2014

Freiluft
- 2000 m Hindernis: 5:38,36 min, Pliezhausen, 14. Mai 2017
- 3000 m Hindernis: 8:31,95 min, Rehlingen, 5. Juni 2017

## Erfolge
national
- 2008: Deutscher U18-Meister (2000 m Hindernis)
- 2009: Deutscher U18-Vizemeister (2000 m Hindernis)
- 2010: 4. Platz Deutsche U20-Meisterschaften (2000 m Hindernis)
- 2011: Deutscher U20-Vizemeister (2000 m Hindernis)
- 2012: 3. Platz Deutsche Meisterschaften (3000 m Hindernis)
- 2012: Deutsche U23-Vizemeister (3000 m Hindernis)
- 2013: 3. Platz Deutsche U23-Meisterschaften (3000 m Hindernis)
- 2014: 5. Platz Deutsche Meisterschaften (3000 m Hindernis)
- 2017: Deutscher Meister (3000 m Hindernis)
- 2017: Deutscher Vizemeister (3 × 1000 m)
- 2018: Deutscher Hallenmeister (3 × 1000 m)
- 2020: Deutscher Vizemeister (3000 m Hindernis)

international
- 2009: Teilnahme U18-Weltmeisterschaften (2000 m Hindernis)
- 2011: 5. Platz U20-Europameisterschaften (3000 m Hindernis)